# Regimento de Évora
Regimento de Évora - Muito antes da era dos descobrimentos, várias pessoas já sabiam que a terra era redonda e se interessavam pelo movimento aparente dos astros "a mecânica celeste". No ano de 1300 a partir da Esfera armilar, um astrolábio em três dimensões, nobres e filósofos e navegadores desenvolviam o seu próprio equipamento para a interpolação das horas segundo a posição da estrela Kochab na constelação da ursa menor.
Ao contrário duma esfera, os astrolábios eram de gabaritos em forma de discos concêntricos bitolados, sendo os primeiros astrolábios planos desenvolvidos pelos ocidentais, e sua finalidade era restritamente fazer mira na estrela polar para interpolação das horas e dessa forma seriam chamados de nocturlábios (o mesmo que astrolábios noturnos), embora menos rico em detalhes que uma esfera armilar, eram equipamentos relativamente eficientes , usavam-no como se fosse uma esfera armilar vista no alinhamento do eixo, de forma que o dístico do curso do sol abraxas ficava no limbo do instrumento onde rodava a estrela Kochab. Muitos personalidades possuíam esses  equipamentos, entre os mais interessantes temos.
1- Dante Alighieri possuía um relógio astrolábico para a  passagem meridiana do sol, ao meio do dia fornecia as horas simultaneamente em diversas longitudes. A inovação nesse modelo, era que em vez de graduação numérica, integravam o limbo do instrumento as cidades de Roma, Jerusalém, Ganges, etc. 
2- Com a Roda de D.Duarte também fazia pontaria à Polar através dum  orifício central e todas tinham o mesmo funcionamento.
3- E finalmente, a roda do homem no polo, que incluía os versos mnemônicos chamado de Regimento de Évora para ser lido no momento da observação e que tanto alimentou e corroeu a imaginação de céticos e místicos. 
| - Janeiro meado, será meia-noite no braço esquerdo; e no fim do dito mês, será meia-noite uma hora acima do braço. - Fevereiro meado, será meia-noite duas horas acima do braço; no fim do mês será meia-noite na linha do ombro esquerdo. - Março meado, será meia-noite uma hora acima da linha; e no fim do mês será meia-noite duas horas acima da linha. - Abril meado, será meia-noite na cabeça; no fim do dito mês será meia-noite uma hora abaixo da cabeça. - Maio meado, será meia-noite duas horas abaixo da cabeça; e no fim do mês será a meia-noite na linha do ombro direito. - Junho meado, será meia-noite uma hora abaixo da linha; e no fim do mês será meia-noite duas horas abaixo da linha. - Julho meado, será meia-noite no braço direito, e no fim do mês será meia-noite uma hora abaixo do braço. - Agosto meado, será meia-noite duas horas abaixo do braço; e no fim do mês será meia-noite na linha intermédia. - Setembro meado, será meia-noite uma hora a baixo da linha; no fim do mês será meia-noite duas horas abaixo da linha. - Outubro meado, será meia-noite no pé; e no fim do mês será a dita meia-noite uma hora acima do pé. - Novembro meado, será meia-noite duas horas acima do pé; e no fim do mês será meia-noite na linha intermédia. - Dezembro meado, será meia-noite uma hora acima desta linha; e no fim do mês será meia-noite duas horas acima da mesma linha. |

## Links
Regimento de Évora 